# ريتشارد هاوكينز
ريتشارد هوكينز (بالإنجليزية: Richard Hawkins) كان بحّارًا ومستكشفًا إنجليزيًا (حوالي 1562 – 17 أبريل 1622). وُلِد هوكينز في بليموث بإنجلترا، وهو نجل البحّار الشهير السير جون هوكينز وزوجته كاثرين غونتر. تلقى تعليمه في كلية أكسفورد، وتبع مهنة والده في البحر منذ شبابه المبكر.
شارك هوكينز في عدة حملات بحرية ضد الإسبان، بما في ذلك الرحلات إلى الهند الغربية وسواحل أمريكا الجنوبية. في عام 1593، قاد بعثة إلى المحيط الهادئ واستكشف ساحل بيرو، لكنه أُسر من قِبل الإسبان عام 1594 بعد معركة بحرية بالقرب من كالاو في بيرو، وظل سجينًا في إسبانيا حتى عام 1602.
بعد عودته إلى إنجلترا، تم تكريمه بلقب فارس عام 1603، وانتُخب عضوًا في البرلمان عن بليموث في مناسبات متعددة. كما شغل منصب نائب الأميرال في ديفون. تُوفي في لندن في 17 أبريل 1622.

## مؤلفاته
كتب هوكينز تقريرًا عن رحلته إلى المحيط الجنوبي، بعنوان Observations in his Voyage into the South Sea، والذي نُشر لأول مرة عام 1622.